# Montaña de Guajara
La Montaña de Guajara ou Alto de Guajara est une montagne située sur l'île de Tenerife, dans l'archipel espagnol des îles Canaries. Avec 2 717 m d'altitude, c'est le point le plus haut du mur de la caldeira de las Cañadas, environ 600 m au-dessus du plancher de celle-ci, et le troisième sommet le plus élevé de l'île et de l'ensemble de l'archipel des Canaries, après le Teide et le Pico Viejo.
La montagne est donc le reste du volcan de Las Cañadas, dont la formation commence il y a 3,3 Ma, avant de s'effondrer vers le nord il y a environ 200 000 ans, formant la caldeira. Si les laves étaient initialement mafiques (typiquement du basaltes), les éruptions du volcan Las Cañadas évoluent vers des laves felsiques (phonolites), et ce sont donc ces laves différenciées qui forment la partie supérieure de la Montaña de Guajara. 
La montagne est incluse dans le parc national du Teide. Son ascension est une activité populaire, offrant une des meilleures vues du volcan Teide. Elle a en général pour point de départ le Parador de Cañadas del Teide.